# Simulium ambositrae
Simulium ambositrae es una especie de insecto del género Simulium, familia Simuliidae, orden Diptera.
Fue descrita científicamente por Grenier & Grjebine en 1959.